# The Master of Black Rock
The Master of Black Rock è un cortometraggio muto del 1909. Il nome del regista non viene riportato nei credit del film.

## Produzione
Il film fu prodotto dalla Lubin Manufacturing Company.

## Distribuzione
Distribuito dalla Lubin Manufacturing Company, il film - un cortometraggio della lunghezza di 267 metri - uscì nelle sale cinematografiche statunitensi il 5 aprile 1909.